# José Sanchis Bergón
José Sanchis Bergón (islas Alhucemas, 18 de abril de 1860-Valencia, 1926) fue un médico neurólogo español, alcalde de Valencia y primer presidente de la Organización Médica Colegial de España (1921–1926).

## Biografía

### Personal
José Sanchis Bergón se casó con Eugenia Banús Martínez, y tuvieron cuatro hijos: Josefa y Eugenia (que serían religiosas), José, y Mª Amparo, y se hace asimismo cargo de un sobrino, Jaime, epiléptico.
Fue hijo de un médico militar, José Sanchis Barrachina, que fue general de Sanidad Militar.
Fue padre del también médico José Sanchis Banús.

### Profesional

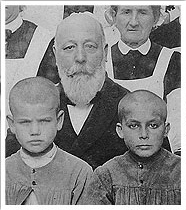
José Sanchis Bergón, fundador de la Asociación Valenciana de la Caridad (1906).

Desarrolló su profesión en Valencia donde fue sucesivamente médico municipal (inspector general de Sanidad en Valencia en 1904), director facultativo del Hospital de Santa Ana, y subdirector del Manicomio Provincial de Valencia, especializándose en enfermedades nerviosas. Un dato curioso es que asistió en París a las clases de Charcot.
Tomó parte activa en la política del momento como miembro del Partido Liberal, en 1905 fue concejal de sanidad, y alcalde del Ayuntamiento de Valencia desde enero de 1906 hasta enero de 1907, dinamizó servicios como la higiene pública o fue promotor de sociedades como la Liga Nacional contra la Tuberculosis. Durante 1910 fue presidente de la Junta local de primera enseñanza de Valencia.
Hombre de vasta cultura, dedicado por entero a la medicina, tanto desde la clínica y como eminente propulsor del movimiento médico colegial, y a la función social y pública. Fue presidente del Colegio Oficial de Médicos de Valencia, fundador y presidente de la Federación Nacional de Colegios Oficiales de Médicos (1921 - 1926), fundador y presidente de la Asociación Valenciana de la Caridad en 1906, fundador del Asilo de San Eugenio en 1885, vocal de la Junta Provincial de Sanidad, y académico de número de la Real Academia de Medicina de Valencia desde 1917, entre otros muchos méritos. 
Fruto de su inclinación hacia el campo de la marginación infantil, desarrolló trabajos importantes, como la definición del concepto de “oicófobo”, clase especial de niño “psicópata degenerado” caracterizado por la “fobia a la familia”, y la “oicofobia” o “fobia de la propia casa”, que Sanchis Bergón presentó en la ponencia titulada “Reformatorios”, en la Asamblea de la Junta de Protección a la Infancia, en 1914. Y una clasificación de anormales, que Sanchis Bargón expondrá públicamente ante la Real Academia de Medicina de Valencia, el año 1917, en el discurso que pronunciará con ocasión de su recepción como académico, bajo el título “Valor etiológico de la herencia en la delincuencia infantil”; en el que expone su posición como partidario del regeneracionismo, su proyección social y “profiláctica”, era eminentemente eugénica, tal y como él mismo expresa en su conclusión: “Tutelad los matrimonios y mejoraréis la herencia; mejorad la herencia y perfeccionaréis orgánicamente al individuo; perfeccionad al individuo y podréis regenerar la sociedad”. Para llegar a estas conclusiones desarrollará un estudio sobre el concepto de anormalidad y de degeneración, partiendo de la premisa: “El fisiologismo de las sociedades exige una adecuación perfecta de cada una de sus partes al todo: una completa adaptación del individuo al medio social”. Considera que el inadaptado por causas internas es un anormal, y que por tanto el anormal es un enfermo, y que la herencia es la causa primera de anormalidad. Ello no impide que critique los planteamientos generalizadores y absolutistas de la escuela antropológica de Lombroso aplicados a la delincuencia. Para Sanchis Bergón no todo delincuente es un anormal médico: “La herencia es frecuentemente causa remota de la delincuencia. El medio, mejor que causa ocasional es causa determinante”.

### Actividad colegial

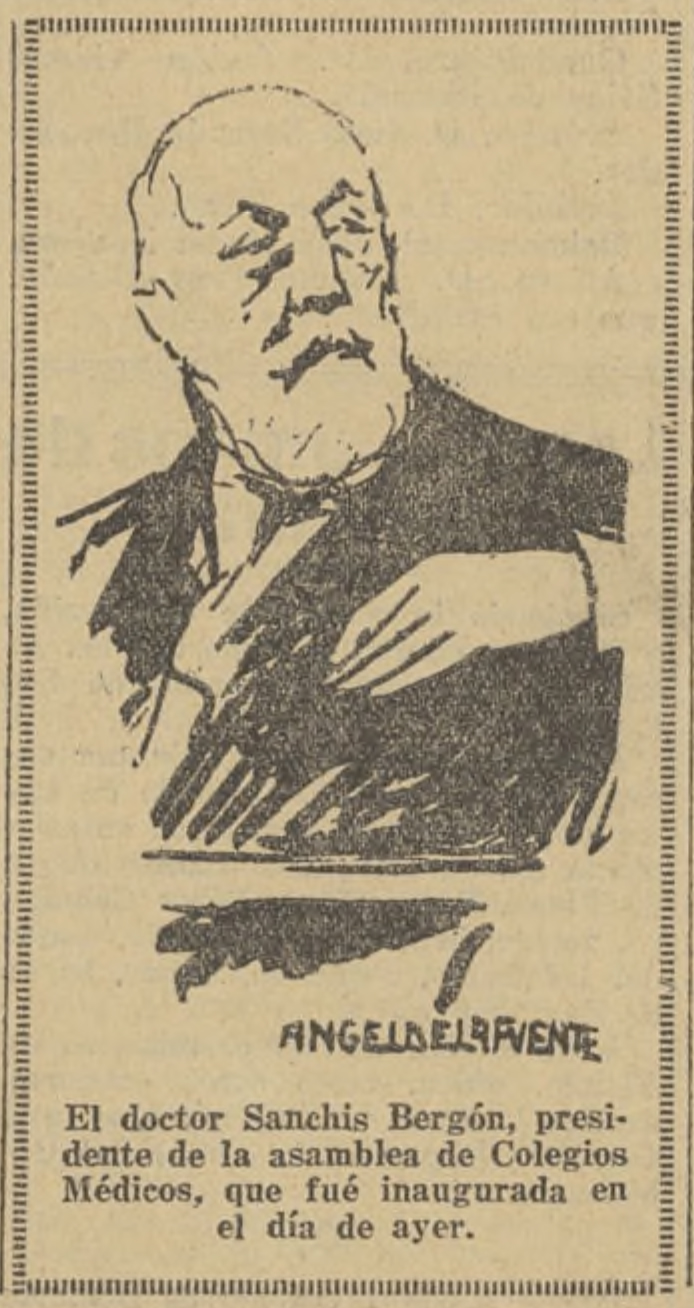
Retrato de Sanchis Bergón publicado en el periódico El Liberal poco antes de su muerte

En 1920 se crea la Federación de Colegios Médicos de España, de la que es impulsor el Dr. Sanchis Bergón, el cual será elegido Presidente de la mencionada Federación. Sanchis Bergón iniciaba así una campaña de regeneración de la clase y política sanitarias, que a su entender, empezaría desde la misma selección de los aspirantes al “sacerdocio de la medicina”, reformando posteriormente la enseñanza de la misma, y limitando el número de títulos expedidos.
Se logra así fortalecer el espíritu de clase, y aunar las fuerzas para abordar aspectos relativos a estatutos, legislación sanitaria, o defensa de los intereses de los médicos, en ocasiones lesionados por el caciquismo. Como ejemplo del impulso que la creación de esta federación da al movimiento colegial, cabe exponer las conclusiones elevadas al Ministro de Gobernación tras la Asamblea llevada a cabo en Madrid en 1926, y que se refieren a “la urgente promulgación de una Ley de Sanidad, a la representación de los Colegios Médicos en el Real
Consejo de Sanidad, a la reglamentación de la Beneficencia provincial, a la definición del delito sanitario y la inclusión en el Código Penal de las sanciones que origine y a la revisión técnica del Registro de Especialidades Farmacéuticas”. Además de proponer “una reforma bien meditada de la enseñanza de la Medicina (...) con la constitución de una Comisión Oficial de la
que debía formar parte el Consejo General de Colegios Médicos, la declaración de los Reglamentos de los Colegios Médicos como Códigos fundamentales de éstos ...” entre otras.
Sanchis Bergón, en carta dirigida al Dr. Cortezo en relación con un anteproyecto de Ley para limitación de títulos en las facultades de Medicina, Farmacia y Derecho, hace referencia a dos problemas que él considera claves: la deficiente preparación con que se inician en el ejercicio profesional los médicos recién licenciados, y la “avalancha de médicos que forjan
nuestras universidades”. Ambos aspectos complementarios, ya que el nivel de exigencia es tan escaso, que la consecución del título de médico se obtiene sin esfuerzo. Sanchis Bergón es partidario de un examen de aptitud para ingresar en la facultad de Medicina, y posteriormente, de una forma diferente de evaluar a los alumnos, separando la labor de examinar de la labor docente, para evitar que los catedráticos sean juez y parte.
El 31 de diciembre de 1926 se daba noticia de su muerte en Valencia, «la madrugada última».

## Publicaciones

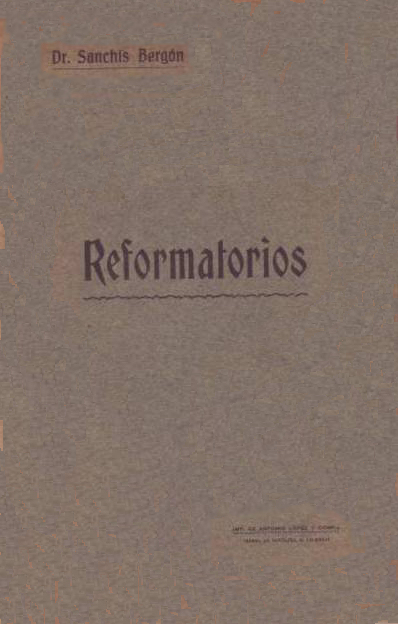
Portada del libro Reformatorios (1917).

Publicó varios trabajos sobre patología mental y medicina social: 
- Los sistemas penitenciarios ante la higiene (tesis doctoral). Madrid: Facultad de Medicina de la Universidad Complutense; 1882.
- Alcohol, alcoholismo agudo y crónico. Boletín del Instituto Médico Valenciano (BIMV). 1885; 19:76.
- Alienación, enajenación, locura, demencia e idiocia. 1892.
- Etiología y profilaxis de la criminalidad infantil. 1916.
- Valor etiológico de la herencia en la delincuencia infantil. Valencia: Imprenta de Antonio López y Comp; 1917.
- Reformatorios. Ponencia presentada a la sección 4ª de la Asamblea Nacional de Protección a la Infancia y Represión de la Mendicidad. Valencia: Imp. Antonio López y Cía.; 1917.
- Encefalitis epidémica, llamada también letárgica. Valencia: Imprenta Valenciana; 1920.
- Carta circular del Presidente del Colegio Oficial de Médicos de Valencia. SM. 1923;(2):689-91.
- Reducción de títulos. SM. 1923;(2):782-4.
- Consejos a los médicos noveles.
- Herencia de la criminalidad.
- Los sistemas penitenciarios ante la Historia.